# تشارلز فيشر
تشارلز فيشر (بالإنجليزية: Charles Fisher)‏ (9 يونيو 1899 في المملكة المتحدة - 1 يناير 1985 ببرمنغهام في المملكة المتحدة) هو لاعب كرة قدم بريطاني (وحمل سابقاً جنسية المملكة المتحدة لبريطانيا العظمى وأيرلندا) في مركز نصف الجناح. لعب مع أستون فيلا ونادي برينتفورد ونادي مارغيت ونادي كيدرمينستر هاريرز لكرة القدم.